# Бандейра, Джек
Джек Бандейра (англ. Jack Bandeira, род. 29 марта 1994) — английский актёр, известен по ролям в телесериалах «Крестики-нолики», «Молодой Валландер», «Безмолвный свидетель», «Холби Сити», «Счастливая долина» и «Агентство „Локвуд и компания“».

## Карьера
В 2013 году в возрасте девятнадцати лет Джек дебютировал в сериале «Middleton» в роли Кита Тейта. После этого он снимался во многих популярных сериалах, таких как «Холби Сити» , «Вера», «Ведьмак», «Половое воспитание» и «Крестики-нолики». Джек также снялся в фильмах «Герцог», «Пороховой коктейль», «Веном 2», «Молчаливые близнецы» , «После. Долго и счастливо» и «Мой полицейский».

## Фильмография
| Год      | Заголовок                | Роль               |
| -------- | ------------------------ | ------------------ |
| 2018 год | Wasteland                | Охранник           |
| 2019 год | Король                   | Стюард Кембриджа   |
| 2020 год | Герцог                   | Кенни Бантон       |
| 2021 год | Пороховой коктейль       | Crow               |
| 2021 год | Веном 2                  | юный Клетус Кэседи |
| 2022 год | Молчаливые близнецы      | Уэйн Кеннеди       |
| 2022 год | После. Долго и счастливо | Джеймс             |
| 2022 год | Мой полицейский          | Леонард            |

## Телевидение
| Год      | Заголовок                     | Роль          |
| -------- | ----------------------------- | ------------- |
| 2013     | Middleton                     | Кейт Тейт     |
| 2017 год | Холби Сити                    | Скотт Барлетт |
| 2018 год | Вера                          | Адам Яннен    |
| 2019 год | Ведьмак                       | Кальдемейн    |
| 2020 год | Половое воспитание            | Эли           |
| 2020 год | Крестики-нолики               | Карл          |
| 2020 год | Мужество                      | Монти         |
| 2020 год | Молодой Валландер             | Маркус        |
| 2021 год | Безмолвный свидетель          | Олли          |
| 2023 год | Агентство «Локвуд и компания» | Квилл Киппс   |
| 2023 год | Счастливая долина             | Матия Янкович |
| 2023 год | Черное зеркало                | Терри         |